# (Everything I Do) I Do It for You
(Everything I Do) I Do It for You is een nummer geschreven en uitgevoerd door de Canadese muzikant Bryan Adams. Het nummer is terug te vinden op zijn zesde studioalbum 'Waking up the Neighbours' en op de soundtrack van de film 'Robin Hood: Prince of Thieves', beide uit 1991. Op 17 juni dat jaar werd het nummer eerst in de VS en Canada op single uitgebracht en op 1 juli volgden Europa, Australië, Nieuw-Zeeland, Zuid-Afrika, Zimbabwe, Panama, Guatemala,
Mexico, Colombia, El Salvador en Indonesië.

## Achtergrond
Bij het uitbrengen werd de single meteen wereldwijd een nummer 1-hit met in de VS een nummer 1-positie voor zeven weken in de 'Billboard Hot 100', in het Verenigd Koninkrijk zestien weken op nummer 1 in de UK Singles Chart en negen weken op nummer 1 in Adams' thuisland Canada. Ook in Ierland, Duitsland, Zwitserland, Oostenrijk, Scandinavië, Frankrijk, Spanje, Italië, Portugal, Griekenland en in de Eurochart Hot 100 werd de nummer 1-positie behaald. In Panama werd de 7e positie bereikt, in El Salvador de 7e en in Zimbabwe de 2e positie.
In Nederland werd de plaat veel gedraaid op Radio 3 en werd een gigantische hit in de destijds twee landelijke hitlijsten op de nationale publieke popzender. De single bleef maar liefst twaalf weken op de nummer 1-positie staan in de  Nationale Top 100 en elf weken op de nummer 1- positie in de Nederlandse Top 40. 
In België bereikte de plaat eveneens de nummer 1-positie in zowel de voorloper van de Vlaamse Ultratop 50 als de Vlaamse Radio 2 Top 30. In Wallonië werd géén notering behaald. 
(Everything I Do) I Do It For You won een Grammy Award in de categorie 'Best Song Written Specifically for a Motion Picture or Television' met daarnaast een nominatie voor 'Best Song'. Vandaag de dag is het nummer al verscheidene keren opnieuw uitgebracht door verschillende artiesten.
Sinds de allereerste editie in december 1999 staat de single onafgebroken genoteerd in de jaarlijkse NPO Radio 2 Top 2000 van de Nederlandse publieke radiozender NPO Radio 2, met als hoogste notering tot nu toe een 55e positie in 1999.

## Videoclip
De officiële videoclip was geregisseerd door Julian Temple. In de clip is Adams en zijn band te zien in een bosrijke omgeving met een zijdemolen op de achtergrond en Adams alleen op een rotsachtig strand, afgewisseld met beelden uit de film Robin Hood; Prince Of Thieves. De clip is opgenomen in een bos vlak bij de genoemde zijdemolen in de directe omgeving van Holford, Quantock Hills, ten westen van Bridgwater, Sommerset, Engeland. In Nederland werd de videoclio destijds op televisie (Nederland 2) uitgezonden door Veronica in de tv-versie van de Nederlandse Top 40 en het popprogramma Countdown en door de TROS in het popprogramma Popformule.

## Ontstaan van het nummer
Het idee van het creëren van een nummer om de film 'Robin Hood: Prince of Thieves' te promoten kwam laat in het productieproces. David Kerschenbaum van Margan Creek Records nodigde Adams uit om er een te schrijven op basis van de muziek van Michael Kamen. Adams zou in eerste instantie alleen de tekst schrijven, zodat een andere artiest het zou uitvoeren. Maar later werd besloten dat Adams het ook zou gaan zingen, nadat het geschreven was in samenwerking met de producer van het album Waking up the Neighbours Mutt Lange. Het nummer werd in maart 1991 opgenomen in de Battery Studios te Londen.
Vreemd genoeg waren Kamen en de film maatschappij niet blij met het nummer. Dit doordat het geschreven was op een totaal andere melodielijn dan het thema van de film. Zij probeerden dan ook uitvoerig om het te laten veranderen door Adams, maar deze weigerde dat. Resultaat was dat het pas tijdens de aftiteling van de film ten gehore werd gebracht. De laatste lach was uiteindelijk voor Adams, doordat de single wereldwijd een enorm succes werd en in vele landen een ongekend aantal weken op de nummer 1-positie verbleef.

## Covers
Everything I Do is door de volgende artiesten opnieuw uitgebracht:
- The Fatima Mansions, Ruby Wax Charity Album, 1992
- Hank B. Marvin, Into The Light, 1992
- Henry Mancini, As Time Goes By and Other Classic Movie Love Songs, RCA, 1992
- DJ Space 'C, Lets Hear It For The 90's, 21st Century Records (Italy), 1993
- Grupo Chantaje, Te Siento En Mi Corazon, Sony International, 1993
- Roger Whittaker, I Will Always Love You And Other Hits from The Movies, 1994
- Gregorian, 1994
- The Studio E Band, Today's Hot Movie Hits, 1994
- Julia Migenes-Johnson, Smile - Tribute To Hollywood, Electra, 1994
- The Countdown Singers, Movie Hits, Madacy Records, 1994
- Spectrum, Look Of Love: Music For Your Wedding. Intersound Records, 1994
- Woodford & Company, Very Best of the Nineties, Vol. 5. Triple D Records, 1994
- Banks Soundtech Steel Orchestra, Various Artists, CRS Music, 1995
- The Beat Street Band, Today's Hot Movie Hits, Special Music Company, 1995
- Julie Allis, Harping On The Hits, K-Tel Records, 1996
- Golden State Orchestra & Singers, Great Romantic Film Themes. Showtunes, 1996
- Kingsley Looker, I Will Always Love You: Best Of The Romantic Piano, Sony Special Products, 1996
- Janet Robertson, Piano Solo, Ans Records, 1996
- Michael Chapdelaine, Guitar By Moonlight, Time/Life Music, 1997
- Mira Mis Ojos, Amame Una Vez Mas, Musical Productions, 1997
- Millennia, Hollywood Nights CD, Portrait Records, 1997
- Brandy, Never Say Never, 1998
- Engelbert Humperdinck, Meisterstucke, 1998
- Francis Goya, Plays His Favourite Hits, VMP Records, 1998
- Gheorghe Zamfir, Love Themes from The Movies, Excelsior Records, 1998
- Romantic Saxophone Instrumentals, We've Got Tonight, Delta Records, 1998
- Midnight Flute, Midnight Melodies For Late Night Listening, 1998
- David Hamilton, Precious Moments: Love Collection-Vol 1, Green Hill, 1999
- Brandy en Faith Hill VH-1 Divas Live from New York's Beacon Theatre, 1999
- Michael Kamen, Michael Kamen Concerto for Saxophone Featuring David Sanborn, Pioneer Entertainment (USA), 1999
- John Morgan Orchestra, An Evening of Romance, Deuce Records, 1999
- The King's Singers, Circle of Life, RCA, 1999
- A New Found Glory, From The Screen To Your Stereo, MCA Records, 2000
- S. Valentino, Compilation, Discomagic, 2000
- Piano Dreams, Collection, Virgin Records, 2000
- Cliff Richard, The Countdown Concert, 2000
- Stan Bush, Wedding Collection Vol 2, Dominion Records, 2000
- Tony Anderson Orchestra, You Light Up My Life: Romantic Instrumentals, Laserlight Records, 2000
- Starsound Orchestra, Plays The Hits Made Famous By Bryan Adams, Delta Records, 2001
- Acker Bilk, All The Hits Plus More. Dressed To Kill Records, 2001
- Roberto Danova, Pan Pipe Moods, Prestige Elite Records (UK), 2001
- Bonded Together, Various Artists, Psalm 150 Records, 2001
- The Band Of The Prince Of Wales's Division, Concert Time, Soundline Records, 2001
- Dana Winner, 2002
- Scotty Vs Full Gainer, Club Coalition, Zyx Music Records, 2003
- Double You, Mixdown 2004 - MC Mario. Sony International, 2004
- James Last en Richard Clayderman. The Very Best [Disc 3]. Disky Records, 2004
- Bailando Pegaditos. 15 Exitos Internacionales. Musart Records, 2004
- Kenny G en LeAnn Rimes, At Last...The Duets Album, Arista Records, 2004
- T.G. Sheppard, Greatest Songs, Curb Records, 2004
- Royal Philharmonic Orchestra, Love Songs, Vol. 2, Fabulous Records, 2004
- Byron Lee & the Dragonaires, Soft Lee, Vol. 8, VP Records, 2004
- Guy Sebastian, Australische Idols, 2004
- Gob Bluth and Franklin Delano Bluth, Franklin Comes Alive, 2004
- Stars At Studio 99, Hits Of The 90's, Legacy Records, 2005
- Pure Celtic Moods, Chill Out, Pure Records, 2005
- Razz Tazz, Razz Tazz, Tsud Productions, 2006
- Clay Aiken, A Thousand Different Ways, RCA, 2006
- Ben Mills, The X Factor Season 3, 9 december 2006
- Katherine Jenkins, Serenade, UCJ Music, 2006
- New Found Glory, From the Screen to Your Stereo, MCA, 2000

## Taalvarianten
- Spaans: Bryan Adams, 1992. Gecoverd door Yuridia, 2006
- Italiaans: Katherine Jenkins, 2006

## Hitnoteringen

### Nederlandse Top 40
| Hitnotering: 13-07-1991 t/m 30-11-1991 | Hitnotering: 13-07-1991 t/m 30-11-1991 | Hitnotering: 13-07-1991 t/m 30-11-1991 | Hitnotering: 13-07-1991 t/m 30-11-1991 | Hitnotering: 13-07-1991 t/m 30-11-1991 | Hitnotering: 13-07-1991 t/m 30-11-1991 | Hitnotering: 13-07-1991 t/m 30-11-1991 | Hitnotering: 13-07-1991 t/m 30-11-1991 | Hitnotering: 13-07-1991 t/m 30-11-1991 | Hitnotering: 13-07-1991 t/m 30-11-1991 | Hitnotering: 13-07-1991 t/m 30-11-1991 | Hitnotering: 13-07-1991 t/m 30-11-1991 | Hitnotering: 13-07-1991 t/m 30-11-1991 | Hitnotering: 13-07-1991 t/m 30-11-1991 | Hitnotering: 13-07-1991 t/m 30-11-1991 | Hitnotering: 13-07-1991 t/m 30-11-1991 | Hitnotering: 13-07-1991 t/m 30-11-1991 | Hitnotering: 13-07-1991 t/m 30-11-1991 | Hitnotering: 13-07-1991 t/m 30-11-1991 | Hitnotering: 13-07-1991 t/m 30-11-1991 | Hitnotering: 13-07-1991 t/m 30-11-1991 | Hitnotering: 13-07-1991 t/m 30-11-1991 | Hitnotering: 13-07-1991 t/m 30-11-1991 |
| Week                                   | 1                                      | 2                                      | 3                                      | 4                                      | 5                                      | 6                                      | 7                                      | 8                                      | 9                                      | 10                                     | 11                                     | 12                                     | 13                                     | 14                                     | 15                                     | 16                                     | 17                                     | 18                                     | 19                                     | 20                                     | 21                                     |                                        |
| -------------------------------------- | -------------------------------------- | -------------------------------------- | -------------------------------------- | -------------------------------------- | -------------------------------------- | -------------------------------------- | -------------------------------------- | -------------------------------------- | -------------------------------------- | -------------------------------------- | -------------------------------------- | -------------------------------------- | -------------------------------------- | -------------------------------------- | -------------------------------------- | -------------------------------------- | -------------------------------------- | -------------------------------------- | -------------------------------------- | -------------------------------------- | -------------------------------------- | -------------------------------------- |
| Nummer                                 | 24                                     | 11                                     | 5                                      | 2                                      | 1                                      | 1                                      | 1                                      | 1                                      | 1                                      | 1                                      | 1                                      | 1                                      | 1                                      | 1                                      | 1                                      | 2                                      | 3                                      | 6                                      | 15                                     | 25                                     | 39                                     | uit                                    |

### Nationale Top 100
| Hitnotering: 29-06-1991 t/m 21-12-1991 | Hitnotering: 29-06-1991 t/m 21-12-1991 | Hitnotering: 29-06-1991 t/m 21-12-1991 | Hitnotering: 29-06-1991 t/m 21-12-1991 | Hitnotering: 29-06-1991 t/m 21-12-1991 | Hitnotering: 29-06-1991 t/m 21-12-1991 | Hitnotering: 29-06-1991 t/m 21-12-1991 | Hitnotering: 29-06-1991 t/m 21-12-1991 | Hitnotering: 29-06-1991 t/m 21-12-1991 | Hitnotering: 29-06-1991 t/m 21-12-1991 | Hitnotering: 29-06-1991 t/m 21-12-1991 | Hitnotering: 29-06-1991 t/m 21-12-1991 | Hitnotering: 29-06-1991 t/m 21-12-1991 | Hitnotering: 29-06-1991 t/m 21-12-1991 | Hitnotering: 29-06-1991 t/m 21-12-1991 | Hitnotering: 29-06-1991 t/m 21-12-1991 | Hitnotering: 29-06-1991 t/m 21-12-1991 | Hitnotering: 29-06-1991 t/m 21-12-1991 | Hitnotering: 29-06-1991 t/m 21-12-1991 | Hitnotering: 29-06-1991 t/m 21-12-1991 | Hitnotering: 29-06-1991 t/m 21-12-1991 | Hitnotering: 29-06-1991 t/m 21-12-1991 | Hitnotering: 29-06-1991 t/m 21-12-1991 | Hitnotering: 29-06-1991 t/m 21-12-1991 | Hitnotering: 29-06-1991 t/m 21-12-1991 | Hitnotering: 29-06-1991 t/m 21-12-1991 | Hitnotering: 29-06-1991 t/m 21-12-1991 | Hitnotering: 29-06-1991 t/m 21-12-1991 |
| Week                                   | 1                                      | 2                                      | 3                                      | 4                                      | 5                                      | 6                                      | 7                                      | 8                                      | 9                                      | 10                                     | 11                                     | 12                                     | 13                                     | 14                                     | 15                                     | 16                                     | 17                                     | 18                                     | 19                                     | 20                                     | 21                                     | 22                                     | 23                                     | 24                                     | 25                                     | 26                                     |                                        |
| -------------------------------------- | -------------------------------------- | -------------------------------------- | -------------------------------------- | -------------------------------------- | -------------------------------------- | -------------------------------------- | -------------------------------------- | -------------------------------------- | -------------------------------------- | -------------------------------------- | -------------------------------------- | -------------------------------------- | -------------------------------------- | -------------------------------------- | -------------------------------------- | -------------------------------------- | -------------------------------------- | -------------------------------------- | -------------------------------------- | -------------------------------------- | -------------------------------------- | -------------------------------------- | -------------------------------------- | -------------------------------------- | -------------------------------------- | -------------------------------------- | -------------------------------------- |
| Nummer                                 | 90                                     | 68                                     | 37                                     | 13                                     | 6                                      | 1                                      | 1                                      | 1                                      | 1                                      | 1                                      | 1                                      | 1                                      | 1                                      | 1                                      | 1                                      | 1                                      | 1                                      | 2                                      | 3                                      | 5                                      | 13                                     | 18                                     | 29                                     | 38                                     | 69                                     | 89                                     | uit                                    |

### NPO Radio 2 Top 2000
| Nummer met noteringen in de NPO Radio 2 Top 2000 | '99 | '00 | '01 | '02 | '03 | '04 | '05 | '06 | '07 | '08 | '09 | '10 | '11 | '12 | '13 | '14 | '15 | '16 | '17 | '18 | '19 | '20 | '21 | '22 | '23 | '24 |
| ------------------------------------------------ | --- | --- | --- | --- | --- | --- | --- | --- | --- | --- | --- | --- | --- | --- | --- | --- | --- | --- | --- | --- | --- | --- | --- | --- | --- | --- |
| (Everything I Do) I Do It for You                | 55  | 69  | 63  | 131 | 128 | 153 | 220 | 208 | 229 | 166 | 483 | 459 | 469 | 197 | 581 | 660 | 593 | 784 | 787 | 703 | 685 | 665 | 699 | 764 | 803 | 762 |

1. ↑  Een vetgedrukt getal geeft de hoogste notering aan.